# Antonio Jiménez de las Cuevas
Antonio Jiménez de las Cuevas (San Andrés Chalchicomula, 1776, - † Puebla, 25 de marzo de 1829) fue un sacerdote católico, fundador de la Academia de Bellas Artes de Puebla. Declarado Benemérito del Estado de Puebla el 30 de marzo de 1829.

## Fundador de la Academia de Bellas Artes

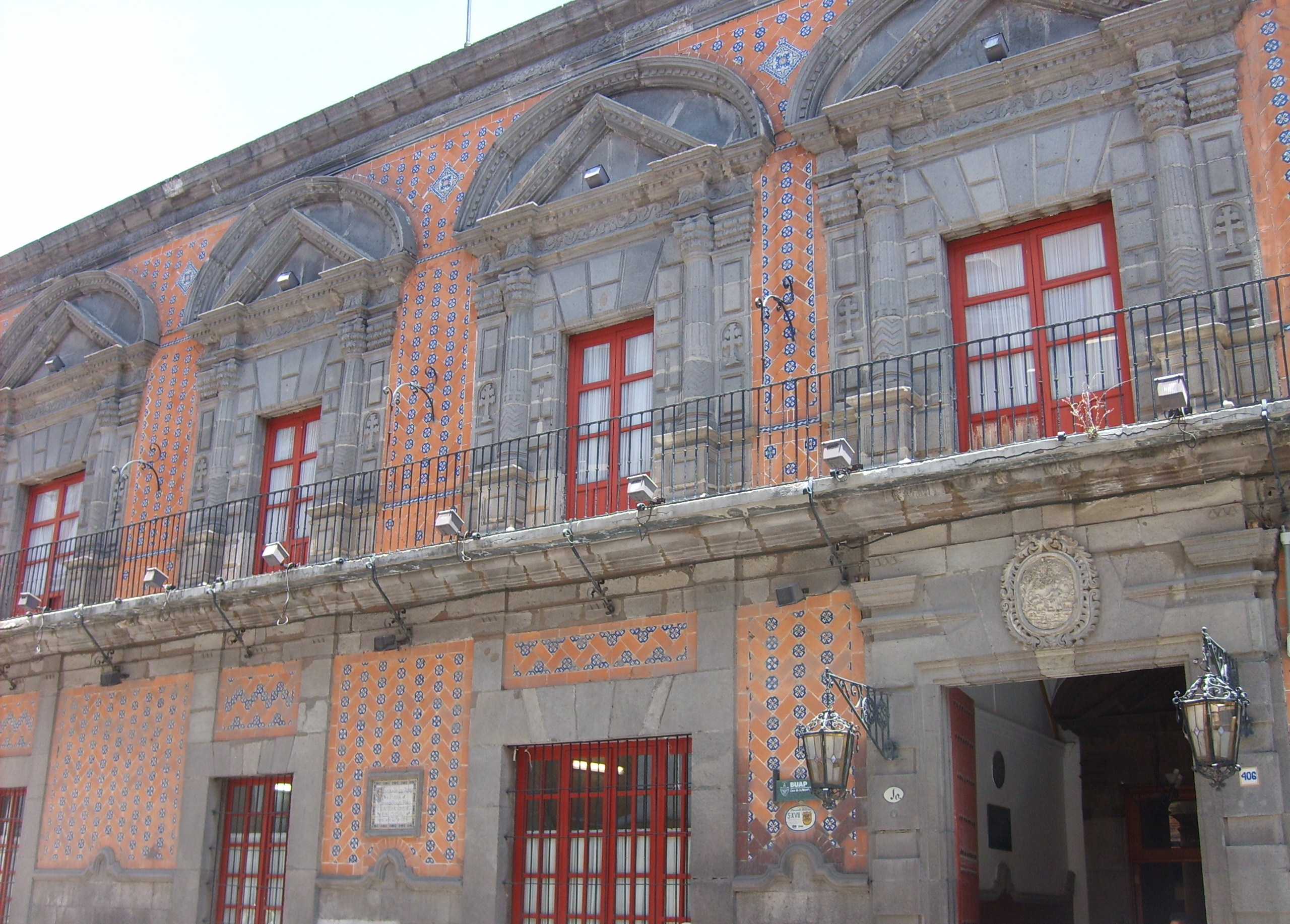
Casa de las Bóvedas en Puebla. En 1813, el sacerdote José Antonio Jiménez de las Cuevas fundó en esta casa la Academia de Primeras Letras y Dibujo, que después se llamaría Academia de Bellas Artes, hoy Instituto de Artes Plásticas.

Estudió las primeras letras en su ciudad natal y el 30 de abril de 1796 vino a Puebla para trabajar y estudiar. Entró de aprendiz en el taller de un dorador al mismo tiempo que estudiaba. Estuvo en la escuela anexa al Seminario y convencido de la insuficiencia de la enseñanza de las primeras letras se decidió a crear una Junta que se encargase de fundar una escuela con un mejor método de enseñanza. Para el efecto, comenzó a estudiar y consultar numerosas obras pedagógicas y a trabajar por el establecimiento de la Junta. Sus esfuerzos se vieron recompensados, pues su proyecto tuvo fácil acogida entre las personas más influyentes de Puebla. De tal forma, se fundó la junta de Caridad y Sociedad Patriótica pidiendo desde luego al gobierno español su aprobación. La Cédula Real de aprobación llegó el 28 de abril de 1812, quedando oficialmente instalada la Junta el 25 y el 26 de julio de 1813, con un Te-deum en el Templo de la Compañía y ocupando la cátedra el presbítero Apolonio Furlong y Malpica. Pocos días después se inauguró la escuela primaria y una escuela de dibujo. Esta escuela progresó notablemente ya que contaba entre el profesorado a artistas de la talla de Salvador del Huerto, Lorenzo Zendejas, Manuel López Guerrero, Mariano y Manuel Caso, José Julian Ordóñez, José Manzo, y Juan Manuel de Villafaña. Es decir, que en la Junta estaba representado lo más granado del arte y la sociedad Angelopolitana. 
Los principales alumnos que tuvo el plantel, y que más tarde llegaron a ser profesores del mismo forman una larga lista que honra al plantel a su fundador y a la ciudad de Puebla. En esa lista se hallan los nombres de José Antonio Padilla José Ordáz, Francisco Fernández, José Mariano Benítez, Joaquín Bernis, Mariano Rodríguez, Juan de Dios Ordaz, posteriormente los de José María Legazpi, Manuel López Bueno, José María Median, Bernardo Olivares, Pedro Centurión, Miguel Ruiz, Bernardo Centurión entre otros.